# Tomášovce (Lučenec)
|  | No s'ha de confondre amb Tomášovce (Rimavská Sobota). |

Tomášovce és un poble i municipi d'Eslovàquia. Es troba a la regió de Banská Bystrica.

## Història
La primera menció escrita de la vila es remunta al 1293.

## Demografia
| Godina             | 1994 | 2004   | 2014 | 2024   |
| ------------------ | ---- | ------ | ---- | ------ |
| Nombre de persones | 1511 | 1500   | 1395 | 1338   |
| Diferència         |      | −0,72% | −7%  | −4,08% |

| Godina             | 2023 | 2024   |
| ------------------ | ---- | ------ |
| Nombre de persones | 1335 | 1338   |
| Diferència         |      | +0,22% |